# Lourdaise (race ovine)
Pour l’article homonyme, voir Lourdaise.
La Lourdaise est une race ovine (mouton) française, originaire de la région de Lourdes dans les Pyrénées et apparentée aux autres races ovines de ce massif. C'est une brebis à la toison et la peau blanche, reconnaissable à son chanfrein très busqué. C'est une race rustique avec de bonnes qualités maternelles mais qui est mal conformée. Elle manque de disparaître, sous l'effet du programme de conservation par l'UPRA ovine des Pyrénées Centrales dont elle fait l'objet, on compte environ 800 animaux à l'heure actuelle.
En 1977, le cheptel de race pure avait, après enquête, été estimé à 3 500 femelles.
En 2007 effectif 1 200 brebis.
En 2012 on constate un effectif : 900 brebis dans 21 élevages dont quelques jeunes éleveurs.

## Origine

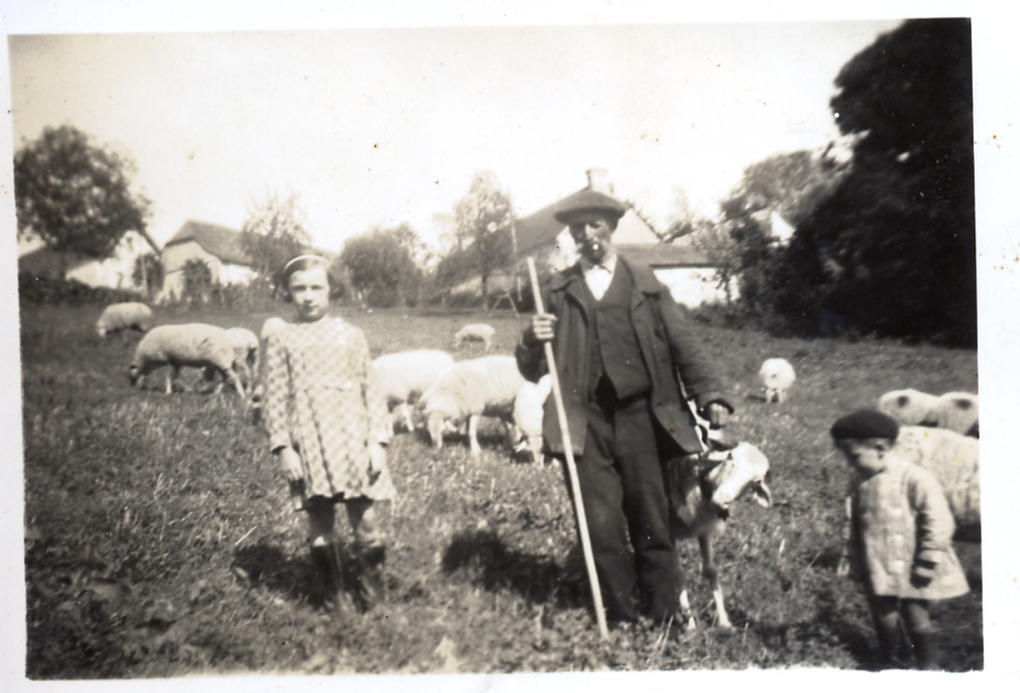
Brebis lourdaises au pré, photographie prise à Bourréac, près de Lourdes, en 1936

Elle provient de la région montagneuse au-dessus de Lourdes et est issue d'une branche de la race des Pyrénées centrales, avec la béarnaise, la basquaise et l'Aure et Campan. Plus précisément, on pense qu'elle serait issue de croisements entre la race béarnaise et des mérinos, venus d'Espagne. Son livre généalogique a été ouvert en 1975, dans une section spécialisée au sein de l'UPRA des races ovines des Pyrénées centrales. On compte alors environ 3 500 brebis. Les effectifs connaissent alors une diminution importante, liée aux manques de débouchés pour les agneaux mal conformés de cette race, qui causent des difficultés économiques aux éleveurs. Elle représente aujourd'hui environ 800 animaux dont 500 brebis et 30 béliers inscrits. La conformation de carcasse mal adaptée au marché actuel a entrainé des croisements diminuant le nombre d'animaux de pure race. La race est en danger et bénéficie d'un programme de sauvegarde initié par le Conservatoire des ressources génétiques de Midi-Pyrénées.

## Morphologie

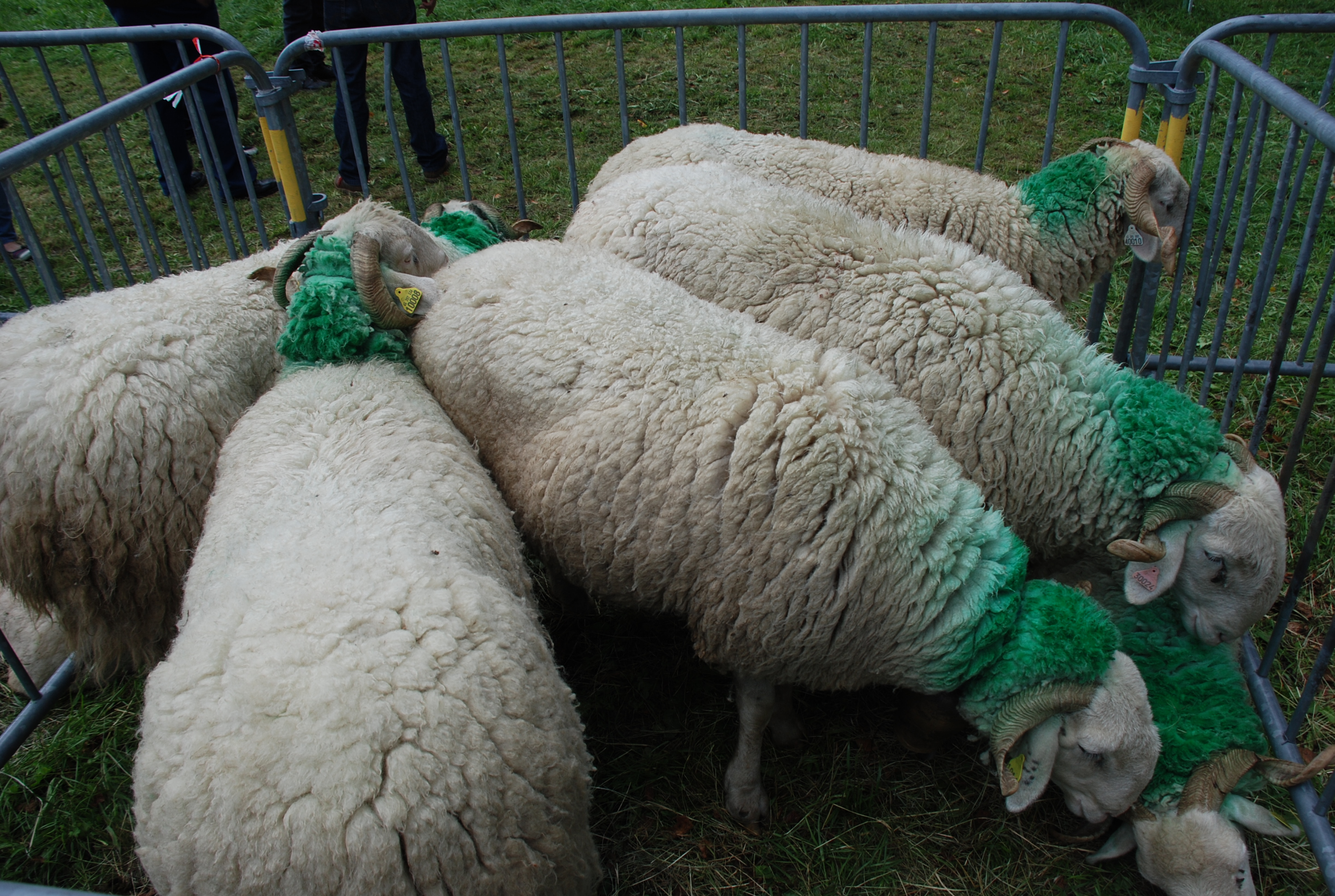
Mouton lourdais, photographie prise à Aspin-en-Lavedan, près de Lourdes, lors de la 1re fête de la vache et de la brebis lourdaises en septembre 2015

Elle a une toison unie blanche, mais il existe des animaux brun ou pie (10 %). Elle laisse le dessous du ventre découvert, ainsi que la partie inférieure des membres et la tête. Elle est formée de longues mèches, variant entre 10 et 15 cm, et est jarreuse. Une toison pèse entre 1,8 et 2,5 kg. Les muqueuses sont sombres, ainsi que le tour des yeux et les oreilles. Mâles et femelles portent des cornes en spirales. Leur tête se caractérise par son chanfrein très busqué, long et étroit, et son front bombé. Elle porte deux oreilles longues et basses. Les membres sont forts, les côtes allongées, le bassin large et la poitrine étroite.
La brebis mesure 72 cm au garrot pour 65 à 80 kg et le bélier 80 cm pour 80 à 100 kg.

## Aptitudes
C'est une race bouchère (race à viande). Elle était autrefois renommée pour ses moutons de 20 mois ayant passé deux étés en estive. Trop coûteux, ce système a été abandonné, bien qu'il soit viable grâce à l'AOC Barèges-Gavarnie pour la race barégeoise. Elle a la rusticité des races d'estive : aptitude à la marche et à l'élevage en plein air. Elle entretient bien le domaine skiable en été. La lutte se fait au printemps et finit à l'estive. Les agneaux naissent entre octobre et mars (entre 1 et 1,1 agneau par brebis et par agnelage). Les brebis leur assurent une bonne croissance d'environ 290 g par jour entre 10 et 30 jours, témoignant de la production laitière des mères. Ils sont prêts pour la consommation au printemps. Ces agneaux sont mal conformés, et on pratique donc couramment des croisements avec des races à fortes aptitudes bouchères pour compenser ce défaut. C'est une race très docile, qui se désaisonne très facilement. Elle est par contre peu prolifique avec en moyenne 1,2 agneau par mise bas

## Élevage
Autrefois, on élevait autrefois la lourdaise pour la production de mouton de 2 à 3 ans et 80 à 90 kg à la chair très appréciée, mais ce système a disparu faute de rentabilité. Actuellement, la grande majorité des agnelages ont lieu de septembre à novembre, au retour de l'estive de haute montagne où les animaux passent de juin à septembre. Avant et après l'estive, les animaux valorisent les moyennes montagnes des Pyrénées, et ils sont rentrés en bergerie l'hiver. Au printemps commence la lutte qui se poursuit parfois à l'estive. Les principaux produits de ses systèmes sont des agneaux de lait de moins de 3 mois pour 20 à 25 kg et des agneaux de boucherie un peu plus vieux et pesant entre 25 et 30 kg.

## Sauvegarde

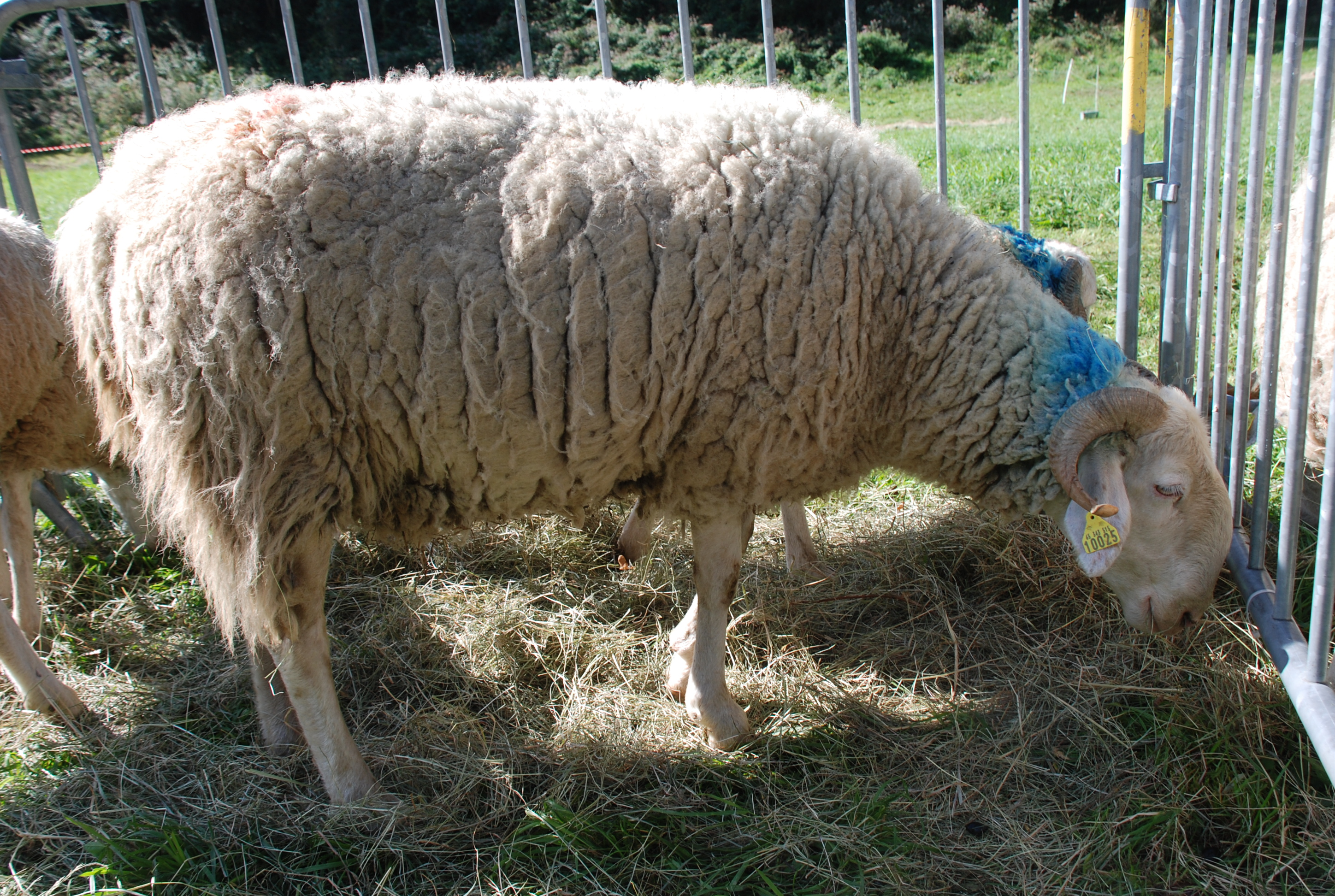
Mouton de la race lourdaise, photographie prise à Aspin-en-Lavedan, près de Lourdes, lors de la 1re fête de la vache et de la brebis lourdaises en septembre 2015

Les premiers efforts pour sauvegarder la race datent de 1989, et le conservatoire du patrimoine biologique régional s'y est fortement impliqué. Le programme de conservation comprend notamment la cryoconservation de la semence de 10 béliers lourdais, pour former une réserve génétique de la race. Des efforts sont également fait pour mieux connaître la race. Ainsi, les animaux lourdais sont recensés, et quelques-uns des 22 élevages recensés font l'objet d'un suivi technique pour avoir des bases sur la race. 15 de ces élevages sont inscrits à l'UPRA. Parmi eux, huit sont intégrés au contrôle de performance de la race. On contrôle dès lors la facilité de désaisonnement des brebis, leur rythme d'agnelage et leur prolificité. Deux élevages font l'objet de mesures plus précises avec le contrôle de la croissance des agneaux entre 10 et 30 jours, afin de mesurer la valeur laitière des mères.

## Diffusion
À l'heure actuelle, la race s'étend sur une zone comprenant les cantons d'Aucun, Argelès Gazost, Lourdes, Bagnères-de-Bigorre, Saint-Pé-de-Bigorre dans les Hautes-Pyrénées.

## Sources
- Lourdaise sur le site du conservatoire biologique Midi-Pyrénées
- « Lourdaise »(Archive.org • Wikiwix • Archive.is • Google • Que faire ?) (consulté le 3 septembre 2017) sur le site du BRG.
- « Race ovines allaitantes des Pyrénées : Lourdaise », sur races-montagnes.com (consulté le 3 mars 2024)